# Dia de l'Antàrtida
El Dia de l'Antàrtida és una festa internacional que commemora l'aniversari de la signatura del Tractat Antàrtic l'any 1959. Se celebra l'1 de desembre de cada any. Juntament amb el Dia del solstici d'hivern, és una de les dues festes principals de l'Antàrtida.
Alguns països com l'Argentina, que històricament ha mantingut reclamacions territorials al continent, celebren el seu propi Dia de l'Antàrtida; en aquest cas ho fan el 4 de febrer.

## Història
El Dia de l'Antàrtida va ser establert per la Fundació per al Bon Govern dels Espais Internacionals l'any 2010 com una manera de destacar la cooperació internacional que fa possible la governança del continent i animar els educadors a incorporar l'Antàrtida al seu currículum. El Dia de l'Antàrtida es va establir després de la Cimera del Tractat Antàrtic l'any 2009 en el 50è aniversari del Tractat Antàrtic.
El Tractat Antàrtic es va signar el 1959 i va entrar en vigor el 1961. El van signar aleshores dotze nacions, que amb el temps es van convertir en 54, per tal de preservar tot el continent com a reserva natural i per a la investigació científica, suspenent totes les reivindicacions territorials existents.

## Celebració
Com a festa relativament recent, el Dia de l'Antàrtida no té tradicions de llarga data. A diferència del Dia del solstici d'hivern, el Dia de l'Antàrtida se celebra més àmpliament fora del continent que dins d'ell.
Les organitzacions antàrtiques amb seu fora del continent, com ara els Programes Antàrtics Nacionals o els governs de les ciutats d'entrada a l'Antàrtida, acostumen a programarla la festa amb celebracions públiques com ara xerrades o projeccions de pel·lícules.
Les persones amb interessos professionals o personals amb el continent antàrtic també celebren el Dia de l'Antàrtida. Alguns consumeixen mitjans relacionats amb l'Antàrtida, com ara documentals o podcasts. Altres fan publicacions a les xarxes socials sobre l'Antàrtida. També s'hi han fer onejar banderes com a una altra manera de celebra aquesta festivitat.